# Amantea
Amantea ist eine Gemeinde in der Provinz Cosenza in der italienischen Region Kalabrien mit 13.829 Einwohnern (Stand 31. Dezember 2023).
Sie liegt 43 km südwestlich von Cosenza und 308 km südlich von Neapel.

## Geographie
Das Stadtgebiet von Amantea erstreckt sich über eine kleine Küstenebene, südlich des Flusses Catocastro über 13 km entlang der Küste des Tyrrhenischen Meers, umrahmt von einem Vorgebirge des Sila-Gebirges. Die Altstadt liegt bereits auf einem vorgeschobenen Hügel. Unterhalb erstreckt sich die moderne Stadt mit dem bei Touristen sehr beliebten Strand.
Ortsteile von Amantea sind Acquicella, Camoli, Campora San Giovanni und Coreca.
Die Nachbargemeinden sind Belmonte Calabro, Cleto, Nocera Terinese (CZ), San Pietro in Amantea und Serra d’Aiello.

## Geschichte
Im Bereich von Amantea gab es bereits in archaischer Zeit eine griechische Kolonie, wie der Fund eines Heiligtums aus dem 6. Jahrhundert v. Chr. beweist. Gleichzeitig gab es in den nahen Bergen eine Siedlung der Bruttier. Dieser Ort mit Namen Clampetia wurde 204 v. Chr. von den Römern erobert und als Kolonie Ager Clampetinus in ihr Reich eingegliedert. Der Name Amantea tauchte zum ersten Mal im 7. Jahrhundert n. Chr. auf.

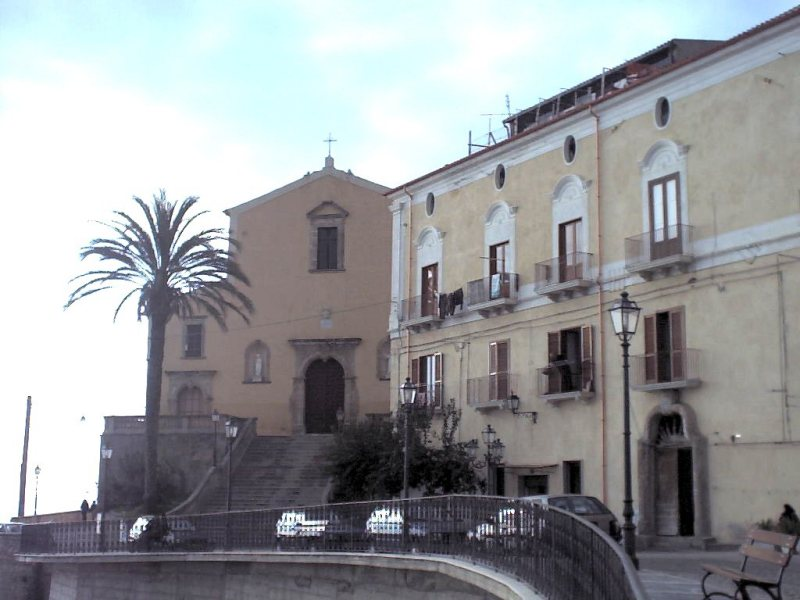
Altstadt

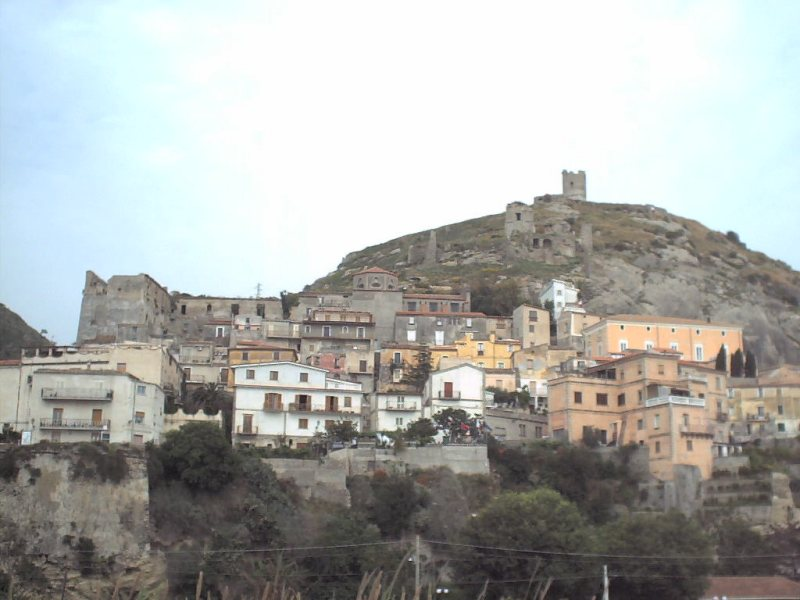
Amantea vom Hafen aus gesehen

839 eroberten Araber Amantea und machten es zum Sitz eines Emirats. Es wurde aber 885 durch Nikephoros Phokas für das Byzantinische Reich, mit Hilfe der Einwohner, zurückgewonnen. Im 10. Jahrhundert wurde Amantea Sitz eines Bistums. 1094 wurde der Bischofssitz durch Roger I. von Amantea nach Tropea verlegt. Im Februar 2018 wurde das aufgehobene Bistum als Titularbistum Amantea reaktiviert.
1495 wehrte sich Amantea erfolgreich dagegen, dass Karl VIII. von Frankreich den Ort als Lehen an Francesco d'Alengre gab. Karl musste sich kurz darauf wieder aus Italien zurückziehen (siehe: Italienische Kriege).
1630 kaufte Orazio Battista Ravaschieri, Fürst von Belmonte, für 60.000 Dukaten die Stadt. Die Einwohner kauften ihre Stadt jedoch für dieselbe Summe zurück und waren somit ab 1633 wieder direkte Untertan des Königs von Neapel.
1806–1807 konnten die Bewohner der Stadt unter Führung des bourbonischen Kommandanten Rodolfo Mirabelli einer Belagerung der Franzosen unter Joseph Bonaparte ein halbes Jahr lang standhalten, bis es, vom Kanonenbeschuss zerstört, aufgab.
Im Verlauf des 19. Jahrhunderts begann die Besiedlung der Küstenebene unterhalb der Altstadt. Seit den 1950er Jahren setzte der Ausbau der touristischen Infrastruktur ein.

## Bevölkerungsentwicklung
| Jahr      | 1861  | 1881  | 1901  | 1921  | 1936  | 1951   | 1971   | 1991   | 2001   | 2011   |
| --------- | ----- | ----- | ----- | ----- | ----- | ------ | ------ | ------ | ------ | ------ |
| Einwohner | 4.130 | 4.649 | 5.851 | 7.835 | 8.738 | 10.792 | 10.623 | 11.913 | 13.268 | 13.754 |

Quelle: ISTAT

## Politik
Bei den Kommunalwahlen 2017 wurde Mario Pizzino zum Bürgermeister gewählt. 2020 wurde per Dekret der Gemeinderat aufgelöst und die Verwaltung der Gemeinde einer dreiköpfigen außerordentlichen Kommission übertragen.

## Sehenswürdigkeiten
- Die Stadt wird von der Ruine der Burg überragt.
- Die Kirche San Bernardino da Siena (1436), ursprünglich Kirche des Franziskanerklosters, ist ein herausragendes Beispiel der Spätgotik in Kalabrien.

## Sonstiges
Im Jahr 1990 ist das Schiff Jolly Rosso an der Küste nahe Amantea gestrandet. Die Ladung wurde nie identifiziert, jedoch vermutlich in der Nähe der Gemeinde illegal vergraben. Nachdem sich in den Folgejahren die Krebsfälle in der Region häuften, fanden Techniker in der Nähe die vermeintliche Schiffsladung und stellten dort erhöhte Radioaktivität und eine Erwärmung des Erdreichs um sechs Grad fest.

## Söhne und Töchter
- Mario Pirillo (* 1945), italienischer Politiker